# My Lucky Day
Chansons représentant la Moldavie au Concours Eurovision de la chanson
Hey Mamma!
(2017) Stay
(2019)
My Lucky Day (« Mon jour de chance ») est une chanson interprétée par le groupe moldave DoReDoS. Elle est sortie en numérique le 23 mars 2018.
C'est la chanson représentant la Moldavie au Concours Eurovision de la chanson 2018 après avoir remporté la sélection nationale moldave O melodie pentru Europa 2018. Elle est intégralement interprétée en anglais, et non en roumain, le choix de la langue étant libre depuis 1999.

## Concours Eurovision de la chanson
Le 24 février 2018, la chanson My Lucky Day de DoReDoS a été sélectionnée en remportant la finale nationale moldave, O melodie pentru Europa 2018 (« Une chanson pour l'Europe 2018 »), et sera ainsi la chanson représentant la Moldavie au Concours Eurovision de la chanson de 2018.
Lors de la deuxième demi-finale le 10 mai 2018, My Lucky Day est la 7e chanson interprétée sur 18 suivant I Won't Break de la Russie et précédant Outlaw in 'Em des Pays-Bas. Elle s'est qualifiée pour la finale en se terminant troisième parmi les dix chansons les mieux classées.
My Lucky Day est la 19e chanson interprétée lors de la finale, le 12 mai 2018, après Bones de la Bulgarie et avant Dance You Off de la Suède. À l'issue des votes, la chanson s'est classée 10e sur 26 avec 209 points, incluant 94 points des jurys et 115 points des télévotes,.

## Liste des pistes
| 1. | My Lucky Day                   | 3:03 |
| 2. | My Lucky Day (version karaoké) | 3:03 |

## Historique de sortie
| Région / Pays | Date         | Format                   | Label     |
| ------------- | ------------ | ------------------------ | --------- |
| Monde entier  | 23 mars 2018 | Téléchargement numérique | BIS Music |